# Mote sucio
Mote sucio o motesucio es una comida tradicional de la cocina ecuatoriana elaborado con mote y mapahuira o manteca negra, que es los restos de manteca de la preparación de fritada. Es un plato típico de las provincias de Azuay y Cañar.

## Historia
Es un plato emblemático de la provincia del Azuay junto con el mote pillo y el mote pata.
Su nombre viene de la apariencia que le da al mote la manteca con los restos de la fritada. 

## Preparación
En una sartén se coloca el mote y la mapahuira. Se agrega ajo, sal, pimienta, comino y cebolla verde picada. En ocasiones se agrega trozos de fritada.

### Uso
Este plato es utilizado como guarnición en el almuerzo, sobre todo con carne asada de chancho.